# Worlds Collide
| Оценки критиков | Оценки критиков |
| Источник        | Оценка |
| --------------- | --- |
| AllMusic        | [ 4 ] |
| Kerrang!        | 3 из 5 звёзд · 3 из 5 звёзд · 3 из 5 звёзд · 3 из 5 звёзд · 3 из 5 звёзд                                                                                      |
| Metal Hammer    | 8 из 10 звёзд · 8 из 10 звёзд · 8 из 10 звёзд · 8 из 10 звёзд · 8 из 10 звёзд · 8 из 10 звёзд · 8 из 10 звёзд · 8 из 10 звёзд · 8 из 10 звёзд · 8 из 10 звёзд |

Worlds Collide — шестой студийный альбом финской метал-группы Apocalyptica, выпущенный 14 сентября 2007 года. Включает в себя композиции совместные с вокалистами Тиллем Линдеманном, Кори Тейлором, Адамом Гонтьером и Кристиной Скаббия.

## Список композиций
Все песни написаны Эйкка Топпиненом, за исключением отдельных композиций.
| №                   | Название                                                                    | Автор(ы)                                   | Длительность |
| ------------------- | --------------------------------------------------------------------------- | ------------------------------------------ | ------------ |
| 1.                  | «Worlds Collide»                                                            |                                            | 4:28         |
| 2.                  | «Grace» (совместно с Томоясу Хотэем)                                        | Микко Сирен, Томоясу Хотэй                 | 4:09         |
| 3.                  | «I’m Not Jesus» (совместно с Кори Тейлором из Slipknot и Stone Sour)        | Apocalyptica, Дэйв Ломбардо, Джонни Эндрюс | 3:34         |
| 4.                  | «Ion»                                                                       |                                            | 3:46         |
| 5.                  | «Helden» (совместно с Тиллем Линдеманном из Rammstein)                      | Дэвид Боуи, Брайан Ино                     | 4:18         |
| 6.                  | «Stroke»                                                                    |                                            | 4:32         |
| 7.                  | «Last Hope» (совместно с Дэйвом Ломбардо из Slayer)                         | Микко Сирен, Эйкка Топпинен                | 4:47         |
| 8.                  | «I Don’t Care» (совместно с Адамом Гонтьером из Three Days Grace)           | Макс Мартин, Эйкка Топпинен, Адам Гонтьер  | 3:57         |
| 9.                  | «Burn»                                                                      |                                            | 4:16         |
| 10.                 | «S.O.S. (Anything But Love)» (совместно с Кристиной Скаббия из Lacuna Coil) | Эйкка Топпинен, Джонни Эндрюс              | 4:19         |
| 11.                 | «Peace»                                                                     |                                            | 5:49         |
| Общая длительность: | Общая длительность:                                                         | Общая длительность:                        | 48:21        |

## Специальное издание

### Бонус-трек
1. «Ural» — 5:41
2. «Lies» (Пертту Кивилааксо) — 3:43 [только японский релиз]
3. «Dreamer» (Пааво Лётьёнен) — 3:36

### ITunes бонус-трек
1. «I’m Not Jesus» (Pain Remix) (iTunes Exclusive) — 3:44
2. «I’m Not Jesus» (Albert Vorne Mix) (iTunes Exclusive) — 8:05

### DVD
1. «I’m Not Jesus» (Видео)
2. «I’m Not Jesus» (Как снимали)
3. Интервью
4. Интервью в Японии [только японский релиз][5]
5. «Master of Puppets» (live) [только японский релиз][5]
6. «Betrayal» (live) [только японский релиз][5]
7. Фотогалерея

## История релиза
| Страна                        | Дата             |
| ----------------------------- | ---------------- |
| Германия, Австрия и Швейцария | 14 сентября 2007 |
| Мексика и Австралия           | 17 сентября 2007 |
| Россия                        | 19 сентября 2007 |
| Япония                        | 26 сентября 2007 |
| Ирландия                      | 28 сентября 2007 |
| Канада                        | 5 февраля 2008   |
| США                           | 15 апреля 2008   |

## Чарты
| Чарт (2007—2008)                      | Верхняя позиция |
| ------------------------------------- | --------------- |
| Austrian Albums Chart                 | 13              |
| Finnish Albums Chart                  | 8               |
| Japanese Albums Chart                 | 118             |
| Media Control Chart                   | 10              |
| Swiss Music Chart                     | 10              |
| U.S. Billboard 200                    | 59              |
| U.S. Billboard Top Independent Albums | 7               |
| U.S. Billboard Top Rock Albums        | 7               |

## Участники записи
- Пертту Кивилааксо — виолончель
- Пааво Лётьёнен — виолончель
- Микко Сирен — ударные
- Эйкка Топпинен — виолончель
- Яков Хелльнер — продюсер
- Говард Бенсон — производитель, клавиатура и программирование в «I Don’t Care»
- Стефан Глэумэн — DJ-микшер
- Рич Кости — DJ-микшер «I Don’t Care» и «I’m Not Jesus»
- Фил X — гитара в «I Don’t Care»
- Пол Бушенель — бас в «I Don’t Care»
- Матс Левен (бывш. Therion, Krux) — дополнительный бэк-вокал на «SOS (Anything But Love)»
- Рихард Круспе (Rammstein) — гитары на «Helden»

### Приглашённые музыканты
- Адам Гонтьер (Three Days Grace) — вокал в «I Don’t Care»
- Кори Тейлор (Slipknot и Stone Sour) — вокал в «I’m Not Jesus»
- Кристина Скаббия (Lacuna Coil) — вокал на «SOS (Anything But Love)»
- Дэйв Ломбардо (Slayer) — ударные в «Last Hope»
- Тилль Линдеманн (Rammstein) — вокал в «Helden»
- Томоясу Хотэй — гитара в «Grace»